# Ronald Ross
Sir Ronald Ross (n. 13 mai 1857, Almora⁠(d), Provinciile de Nord-Vest⁠(d), India – d. 16 septembrie 1932, Londra, Anglia, Regatul Unit) a fost medic bacteriolog și entomolog britanic, cunoscut pentru contribuțiile sale în domeniul malariei. A demonstrat că țânțarul anofel este un vector de transmitere al maladiei și a studiat ciclul de viață al parazitului din genul Plasmodium, pentru care i s-a decernat Premiul Nobel în 1902.